# Мартин білий
{{#ifeq:0|0|{{#if:|{{#if:Pagophilaeburnea|[[]}}|}}}}
Мартин білий (Pagophila eburnea) — невеликий морський птах, єдиний вид із роду білих мартинів (Pagophila). Гніздиться у високій Арктиці і має циркумполярне поширення у Гренландії, крайній півночі Північної Америки та Євразії.

## Таксономія
Білий мартин спочатку був описаний Константином Фіппсом у 1774 році як Larus eburneus зі зразка, зібраного на Шпіцбергені. Пізніше Йоганн Якоб Кауп визнав унікальні риси цього птаха і надав йому монотипний рід Pagophila в 1829 році. Пізніше Йоган Ернст Гуннерус дав виду нову конкретну назву — Pagophila alba.  Родова назва Pagophila походить від давньогрецького pagos, «морський лід», і philos, «люблячий», а специфічна eburnea — латинською «кольору слонової кістки», від ebur, «слонова кістка». Сьогодні деякі автори вважають білого мартина не гідним свого монотипного роду, натомість вирішивши об'єднати його разом з іншими монотипними чайками назад у рід Larus. Однак більшість авторів до цього не схиляються. Білий мартин не має підвидів. Жоден скам'янілий представник цього роду не відомий.
Традиційно вважається, що цей мартин найтісніше пов'язаний з трипалим, вилохвостим, або рожевим мартином. Анатомічно відрізняється від інших родів тим, що має відносно коротку цівку, вужчу лобкову кістку і потенційно більшу гнучкість у кінетичній структурі черепа. Структурно він найбільше схожий на трипалих мартинів; однак нещодавній генетичний аналіз на основі послідовностей мтДНК показує, що вилохвостий мартин є найближчим родичем білого, за якою слідують вилохвості, утворюючи разом з рожевим і галапагоським мартином спільну кладу. «Pagophila» підтримується як унікальний рід через морфологічні, поведінкові та екологічні відмінності від цих видів.
Розмовні назви з Ньюфаундленду включають «льодяна чайка» та «крижана куріпка», через невиразну схожість з білою куріпкою.

## Опис
Вид легко ідентифікувати. Завбільшки приблизно 43 см, має помітно більше схожу на голуба форму, ніж у мартинів роду Larus, також доросла особина має абсолютно біле оперення, без сірої спини, як у інших. Товстий дзьоб блакитний із жовтим кінчиком, а ніжки чорні. Дзьоб має червоний відтінок, а очі — м'ясисте яскраво-червоне кільце біля очей у період розмноження. Крик польоту — жорсткий, схожий накрик крячок.
Молоді птахи мають темнувату голову та різну кількість чорних плям у крилах та хвості. Молодняку потрібно два роки, щоб досягти повного оперення дорослих. Немає відмінностей у зовнішньому вигляді в географічному ареалі виду.
Обміри :
- Довжина : 40-43 см
- Вага : 448—687 г
- Розмах крил : 108—120 см

## Поширення та середовище існування

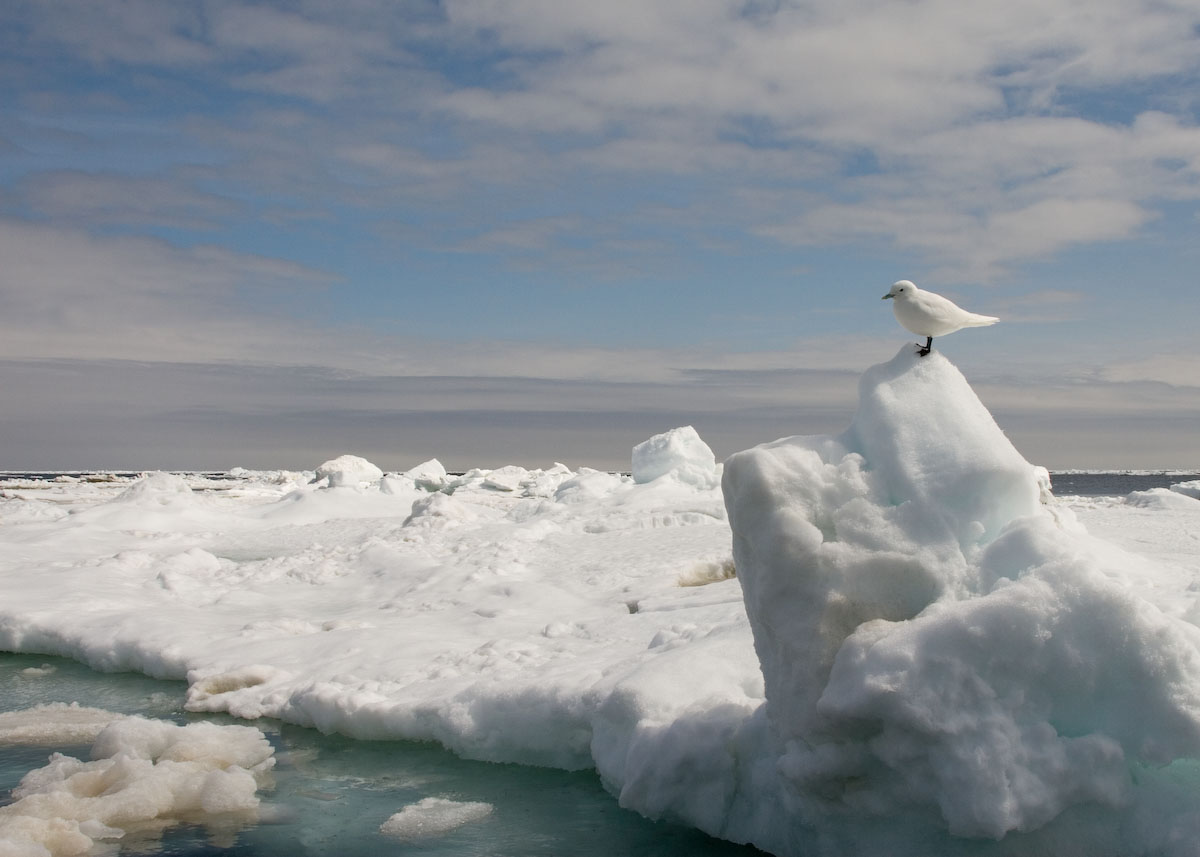
Білий мартин, що зимує в Беринговому морі

У Північній Америці гніздиться лише в канадській Арктиці. На острові Сеймур у Нунавуті знаходиться найбільша відома гніздова колонія, тоді як Елсмір, Девон, Корнуоліс та північні острови Баффінової землі — відомі місця колоній для розмноження. Вважається, що існують і інші невеликі колонії розмноження, які досі не виявлені. Немає даних про розмноження білого мартина на Алясці.
Взимку білі мартини мешкають поблизу ополонок, великої площі відкритої води, оточеної морським льодом. Північноамериканські птахи, а також деякі з Гренландії та Європи, зимують уздовж 2000 кілометрів краю льоду, що тягнеться від 50° до 64° північної широти від моря Лабрадор до протоки Девіса, яка межує з Лабрадором та південно-західною Гренландією. Зимуючих мартинів часто можна побачити на східних узбережжях Ньюфаундленду та Лабрадору, а іноді вони з'являються на північному узбережжі затоки Святого Лаврентія та у внутрішній частині Лабрадору. З жовтня по червень зимує також у Беринговому та Чукотському морях. Розповсюджений по всіх ополонках та пакових льодах Берингового моря. Також блукає по всій прибережній Канаді та північному сході Сполучених Штатів, хоча й повідомляється про окремих особин далі на південь, наприклад, Каліфорнії та Джорджії, а також на Британських островах, причому більшість записів припадає на кінець листопада — початок березня. Молодняк, як правило, мандрує далі від Арктики, ніж дорослі.

## Екологія та поведінка

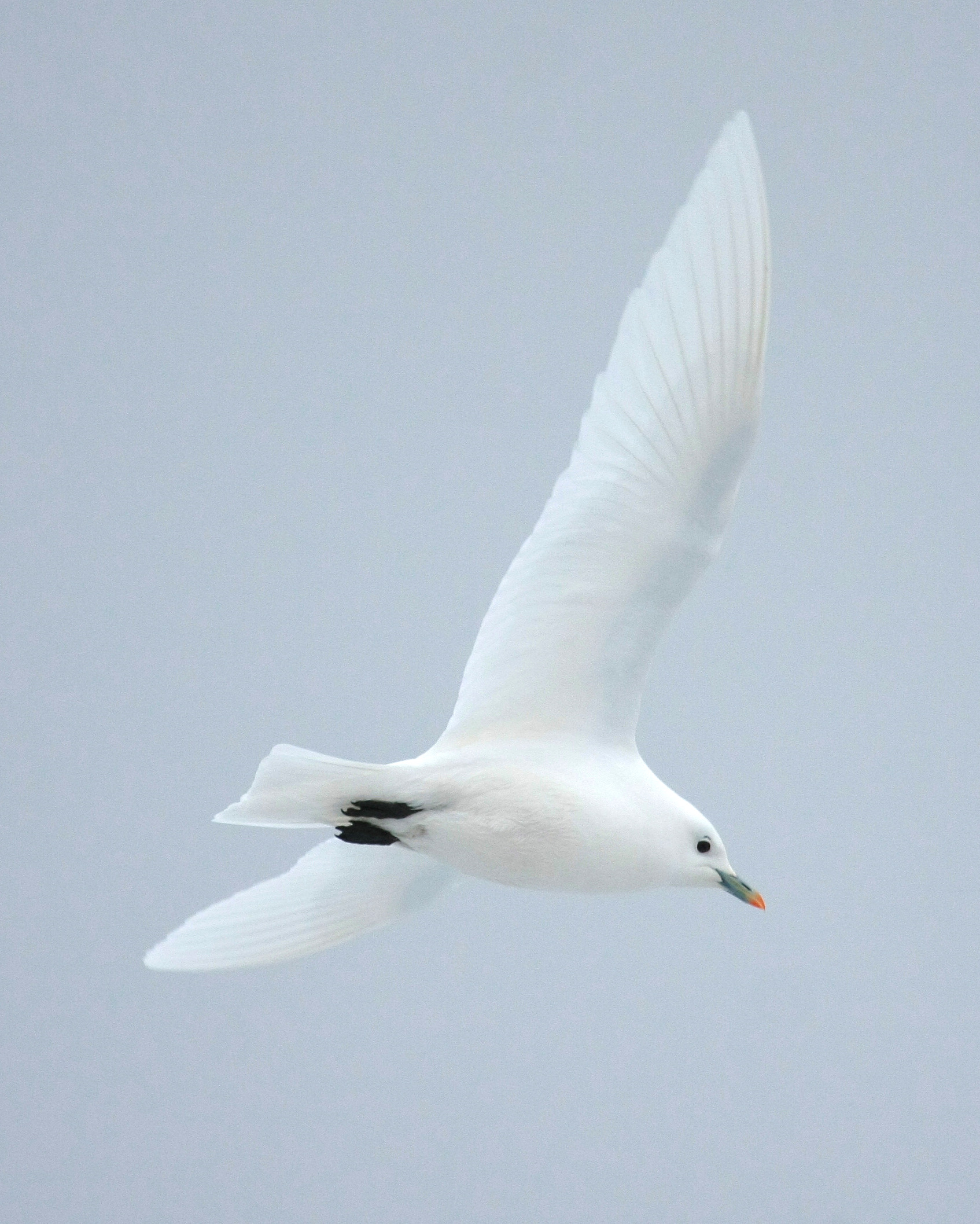
У польоті

Білі мартини восени мігрують лише на невеликі відстані на південь, більша частина популяції зимує в північних широтах на краю пакового льоду, хоча деякі птахи досягають більш помірних районів.

### Раціон
Споживає рибу та ракоподібних, гризунів, яйця та дрібних пташенят, але також при нагоді живиться падлом, часто зустрічається на трупах тюленів або морських свиней. Відомо, що може слідкувати за білими ведмедями та іншими хижаками, щоб харчуватися залишками від їхнього полювання.

### Розмноження
Білий мартин розмножується на узбережжях Арктики та скелях, відкладаючи від одного до трьох оливкових яєць у земному гнізді, вистеленому мохом, лишайниками або водоростями.

## Статус
У 2012 році загальна популяція білих мартинів становила від 19 до 27 тисяч особин. Більшість із них були в Росії, 2,5–10 тисяч уздовж арктичного узбережжя, 4 тисячі на архіпелазі Північна Земля та 8 тисяч на землі Франца Йосифа та острові Вікторія. Також за підрахунками в Гренландії було близько 4000 особин а в 2002–03 роках у Канаді було зареєстровано 500—700. Під час вивчення даних, зібраних на криголамом, що курсував між Гренландією і Шпіцбергеном між 1988 і 2014 роками, Клодом Жуарісом з Бельгійського інституту природничих наук виявлено семикратне падіння кількості білого мартина після 2007 року. Вид швидко зникає в Канаді, тоді як в інших частинах його ареалу його популяція погано відома. Популяція в Канаді на початку 2000-х була приблизно на 80 % меншою, ніж у 1980-х.
Незаконне полювання може бути однією з причин зменшення чисельності популяції у Канаді, а другою причиною може бути зменшення кількості морського льоду. Білі мартини розмножуються поблизу морського льоду, і його втрата може ускладнити годування пташенят.
Вид класифікується Міжнародним союзом охорони природи як «близький до загрозливого».